# Sollstedter Warte
Die Sollstedter Warte ist mit 487,1 m ü. NHN ein Berg im nördlichen Unstrut-Hainich-Kreis (Thüringen) und Standort einer ehemaligen mittelalterlichen Warte.

## Geographie
Der Berg befindet sich unmittelbar westlich der kleinen Ortschaften Kleinkeula und Sollstedt der Gemeinde Unstruttal und südöstlich von Hüpstedt auf dem Plateau des östlichen Dün, ungefähr 11 Kilometer nördlich von Mühlhausen. Südöstlich am Berggipfel vorbei führt die Landesstraße L 2038 von Eigenrode nach Keula.
Der Bergzug ist knapp drei Kilometer lang und verläuft in Südwest-Nordost-Richtung. Er bildet die Wasserscheide zwischen der Helbe im Norden und der Unstrut mit dem Flachstal und dem Eigenroder Tal im Süden. Im Südwesten befindet sich der heute meist in topographischen Karten verzeichnete Kalte Berg (475,6 m), ein südöstlicher Ausläufer ist der Steinberg (ca. 472,0 m) am Rand der Mühlhäuser Hardt, einem Teil des Mühlhäuser Stadtwaldes. Die Sollstedter Warte ist im Nordwesten bewaldet (Wartholz), im Osten und Süden überwiegend landwirtschaftlich genutzt. Heute führen über das Berggebiet verschiedene Wanderwege, so zum Beispiel der Barbarossaweg. Vom Gipfelbereich hat man eine Aussicht über die Höhen des Dün und das nordwestliche Thüringer Becken.

## Geschichtliches

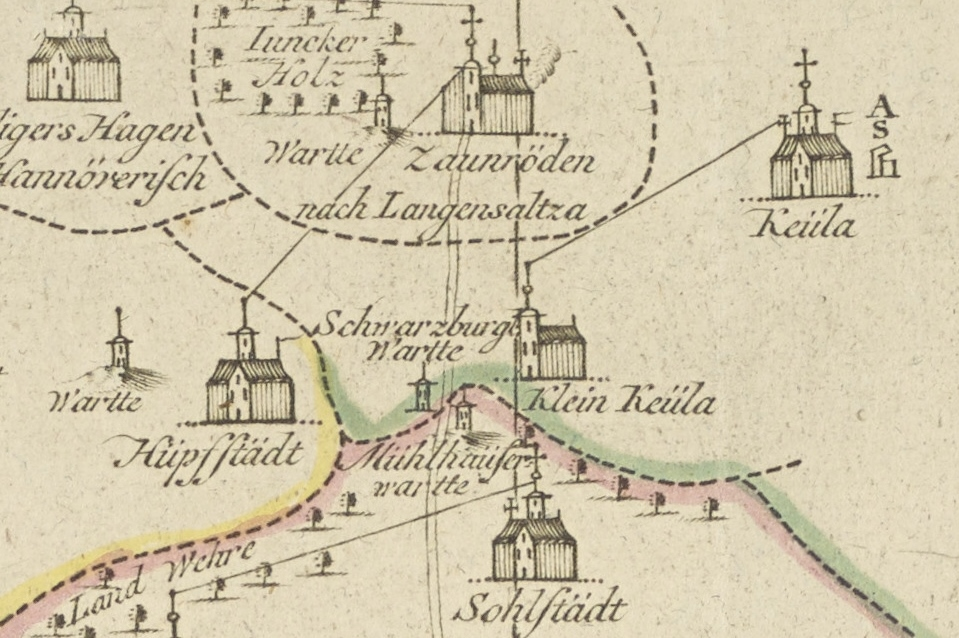
Darstellung der Grenzlage aus dem Jahr 1754 mit der Mühlhäuser und Schwarzburger Warte

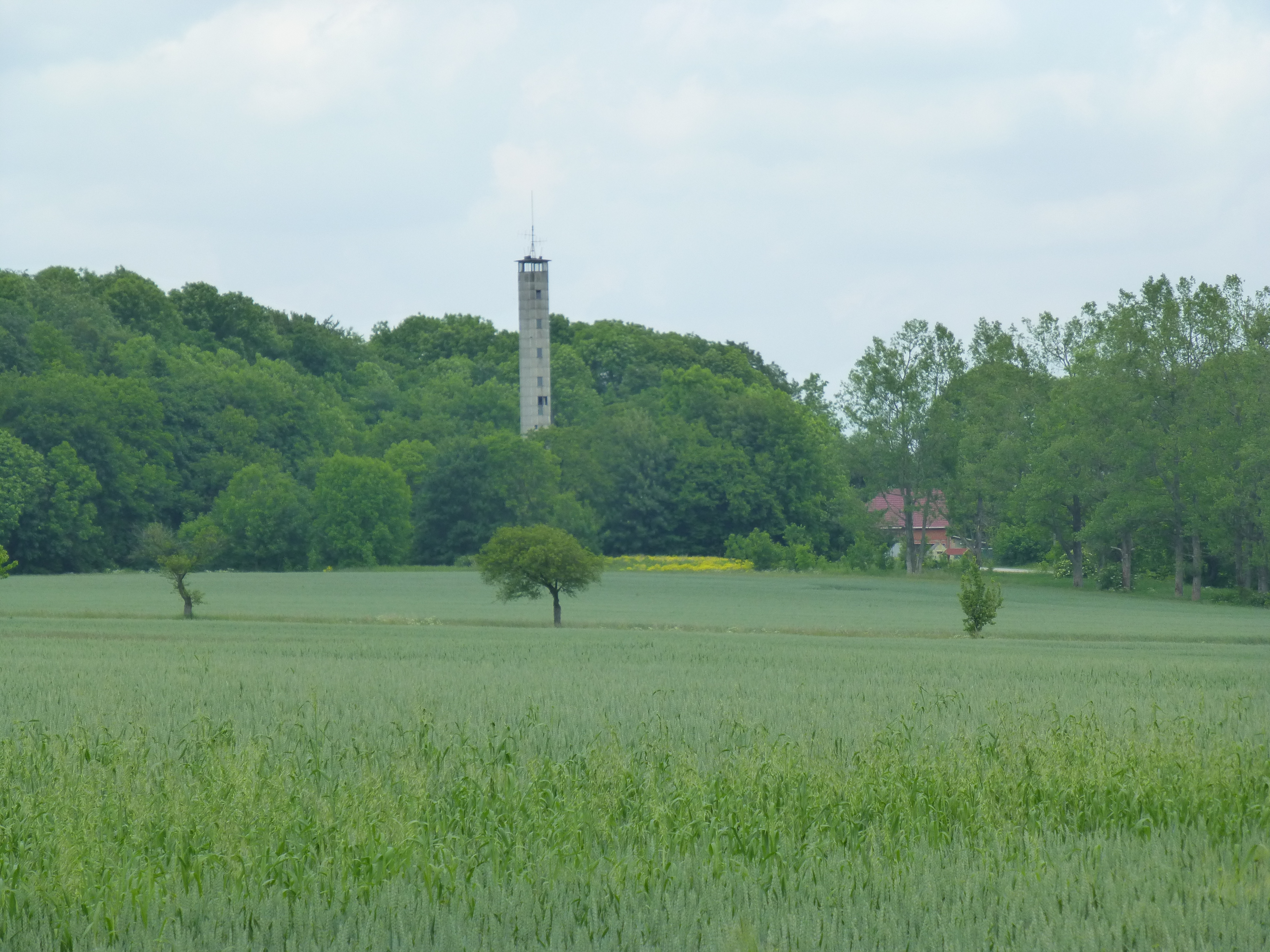
Feuerwachturm am sogenannten Grünen Esel

Über den gesamten Bergzug verliefen seit dem Mittelalter die historischen Grenzen zwischen der Reichsstadt Mühlhausen im Süden (mit dem Ort Sollstedt), dem kurmainzischen Eichsfeld im Nordwesten (mit Hüpstedt) und der Sachsen-Gothachen Exklave Kleinkeula im Nordosten. Unmittelbar östlich schloss sich das Staatsgebiet von Schwarzburg-Sondershausen an. Entlang dieser Grenzen entstanden verschiedene Landwehren, am Mühlhäuser Stadtgebiet der Mühlhäuser Landgraben und westlich von Kleinkeula schloss sich ein Landgraben in Richtung Norden an, der vermutlich weiter über das kursächsische Zaunröden bis zum Dünwald als Sondershäuser Landwehr (auch Schwarburger Landwehr) verlief und dort an den östlich gelegenen Rehunger Knick anschloss.
Zur Absicherung eines alten Straßenüberganges wurde auf Mühlhäuser Seite an einem Straßendurchlass die Sollstedter Warte (oder auch Mühlhäuser Warte) am Mühlhäuser Landgraben errichtet. Von dieser Anlage sind aber keine baulichen Reste mehr vorhanden sind, lediglich ein kleiner runder (Schutt-)Hügel könnte an den Standort des Wartturmes erinnern. Wann der Sollstedter Wartturm abgebrochen wurde, ist nicht bekannt. 1864 erfolgte ein Umbau der Warte zum Forsthaus und später zu einem Wohnhaus.
Unmittelbar benachbart auf Sachsen-Gothaer Seite des Landgrabens in der Gemarkung von Kleinkeula ist deutlich eine 4 m hohe und 33 × 39 m große ovale Terrasse erkennbar, die von einem Graben umgeben ist, welcher in die Grabenanlage des Landgrabens eingebunden ist. Die sogenannte Schwarzburger Warte war über Jahrhunderte im Besitz der Grafen bzw. Fürsten von Schwarzburg und war Teil der Schwarzburger Landwehr, auch wenn sie hier auf fremden Territorium stand. 1550/51 ließen die Grafen die „Hohe Wart an der Landwehr“ reparieren, wofür die Herren von Ebeleben Steuern und die Herren von Hopffgarten Dienste betragen mussten. Ende des 18. Jahrhunderts wurde in der Schwarzburger Warte ein Wirtshaus „Zum Grünen Esel“ eröffnet. 1873 wurde sie durch einen Brand zerstört, bauliche Reste dieser Anlage sind nicht mehr vorhanden. Wahrscheinlich ging danach der Name „Grüner Esel“ dann auf die Gegend und Gebäude der ehemaligen Sollstedter Warte über. Eine Informationstafel am Dreiherrenstein bei Sollstedt informiert über die Warten und ihre Geschichte in diesem Abschnitt des Landgrabens.
Ein kleiner runder Hügel mit einem Durchmesser von 12 Metern an der Hohen Warte auf Hüpstedter Gemarkung deutet auf eine weitere Warte hin, die im 13. und 14. Jahrhundert mehrfach erwähnt wurde und vermutlich bereits vor Errichtung des Mühlhäuser Landgrabens bestanden haben soll. Bereits 1276 erwarb das Kloster Volkenroda durch Tausch mit den Herren von Bodungen Wald auf der Hohen Warte, ein Streit über dieses Land wurde erst 1314 beigelegt. Möglicherweise war die Hohe Warte aber nur die mittelalterliche Bezeichnung für die hoch gelegene Grenzgegend, später dann für eine dieser beiden vorgenannten Warten. In aktuellen Karten ist die Hohe Warte ein angrenzendes Waldstück auf Hüpstedter Gebiet und das Wartholz auf Sollstedter Gemarkung.
Der historische Straßenverlauf „Grüner Esel“ zwischen Sollstedt und Kleinkeula ist heute nur noch eine Wegezuführung, die Landesstraße 2038 führt einige hundert Meter östlich an den Warten vorbei und kreuzt dabei den Mühlhäuser Landgraben. Inwieweit der hochmittelalterliche Herrensitz im nahen Dorf Sollstedt mit dem Grenzzug in Verbindung stand, ist nicht bekannt.

## Feuerwachturm
Im Auftrag des VEB Verkehrskombinates Erfurt, der späteren Bezirksdirektion für Straßenwesen, wurde ab 1978 auf der Anhöhe westlich der Warte ein Überwachungsturm mit Sendeanlagen gebaut. Er diente den Straßenunternehmen und Rettungsdiensten als Sendeanlage und als Feuerwachturm für die umliegenden Wälder bei Waldbrandgefahr, ob er auch polizeilichen und militärischen Aufgaben diente, ist nicht bekannt. Von der Kanzel auf 32 m Höhe hat man eine weite Aussicht bis zu den Höhen des Harzes, Thüringer Waldes und des Hohen Meißners. Nach 1990 wurde der Turm nicht mehr für die ursprünglichen Aufgaben genutzt. Heute befindet sich der Turm in Privatbesitz und wird im Originalzustand saniert.